# Lakshaphagus daulai
Lakshaphagus daulai är en stekelart som först beskrevs av Shafee, Alam och Agarwal 1975.  Lakshaphagus daulai ingår i släktet Lakshaphagus och familjen sköldlussteklar. Inga underarter finns listade i Catalogue of Life.